# Artemisia lucentica
Artemisia lucentica es una especie de arbusto del género Artemisia conocida vulgarmente como ontina o santonica. Es originaria de la península ibérica.

## Descripción
Es una mata leñosa aromática. Los tallos con tomento aplicado. Las hojas de 1-4 mm de longitud, blanco-tomentosas, las superiores a menudo enteras o subenteras. Capítulos colgantes, hemisféricos, anchos (3-4 mm), normalmente en racimos y con flores numerosas. Involucro de unos 3 mm de diámetro. Brácteas obtusas muy escariosas. Las flores amarillas.

## Distribución y hábitat
Es un endemismo del este de España, donde se encuentra en los matorrales secos, suelos calizos o yesosos, formando parte de tomillares y matorrales bajos algo nitrófilos.

## Taxonomía
Artemisia lucentica fue descrita por O.Bolòs, Vallès &  & Vigo y publicado en Fontqueria 14: 9. 1987.
Citología
Número de cromosomas de Artemisia lucentica (Fam. Compositae) y táxones infraespecíficos:  2n=18
Etimología
Hay dos teorías en la etimología de Artemisia: según la primera, debe su nombre a Artemisa, hermana gemela de Apolo y diosa griega de la caza y de las virtudes curativas, especialmente de los embarazos y los partos . según la segunda teoría, el género fue otorgado en honor a Artemisia II, hermana y mujer de Mausolo, rey de la Caria, 353-352 a. C., que reinó después de la muerte del soberano. En su homenaje se erigió el Mausoleo de Halicarnaso, una de las siete maravillas del mundo. Era experta en botánica y en medicina.
lucentica: epíteto
Sinonimia
- Artemisia hispanica Lam.[5]